# 高鼻町
高鼻町（たかはなちょう）は、埼玉県さいたま市大宮区の町名である。現行行政地名は高鼻町一丁目から高鼻町四丁目。住居表示未実施地区。郵便番号は330-0803。

## 地理
さいたま市大宮区の北部に位置する。中央を氷川神社の参道が縦断し、それを境に西が一・三丁目、東が二丁目、大宮公園が四丁目となっている。町域は大宮台地に位置する。地区北部の低地はかつての見沼の入江であり、そのほとりに氷川神社が建っていた。現在は入江は埋め立てられ大宮公園として整備されているが、ボート池などが見沼の面影を残している。
神社の鎮座する地は、大宮台地の上にあり、その中でも鼻のように高く突き出た位置にある為、一帯の地名は高鼻町と呼ばれた。
町域から縄文遺跡が複数発掘されている。また4丁目に弥生期の住居跡が発掘され県史跡となっている（埼玉県立歴史と民俗の博物館管理）。

### 地価
住宅地の地価は、2015年（平成27年）1月1日に公表された公示地価によれば、高鼻町三丁目139番3の地点で298,000円/m2となっている。

## 歴史
かつてこの一帯は江戸期より存在した武蔵国足立郡大宮領に属する高鼻村で、村域に当たる場所は古くは安土桃山期より存在した高鼻郷に属していたと云われ、1591年（天正19年）より氷川社の社領となる。なお、高鼻は高埇とも記される。村高は『元禄郷帳』では48石余、『天保郷帳』では289石余であった。持添新田は何れも幕府領で1725年（享保13年）開発された見沼新田や1761年（宝暦11年）および1787年（天明7年）に開発された寿能原新田を領する。助郷は中山道大宮宿に出役していたが、正徳・安永年間は日光御成街道大門宿にも出役していた。村の規模は東西4町、南北18町であった。上天沼村と大宮宿の間や、上天沼村と新右衛門新田の間（現在の天沼町一・二丁目の概ね見沼の低地に当たる場所）にも飛地を領していた。
- 正保 - 元禄年間より大宮之村から分村する[8]。なお、検地は1592年（天正20年）および1694年（元禄7年）に実施。また、見沼新田の検地は1728年（享保16年）に実施。
- 1727年（享保12年）より見沼が干拓され[11]、翌年村内に見沼代用水が開削される。
- 1731年（享保16年） - 見沼通船が開始、村内に高鼻河岸が設置[12]。
- 1828年（文政11年）より大宮宿寄場55か村組合に所属[8]。
- 幕末の時点では足立郡に属し、明治初年の『旧高旧領取調帳』の記載によると、代官大竹左馬太郎支配所が管轄する幕府領であった。氷川神社の社領（氷川神社領）も存在した[13]。
- 1868年（慶応4年）6月19日 - 旧幕府領が武蔵知県事・山田政則（忍藩士）の管轄となる[14]。
- 1869年（明治2年） 
  - 1月13日 - 武蔵知県事・宮原忠英の管轄区域に大宮県を設置、同県の管轄となる。県庁は東京府馬喰町に置かれる。
  - 9月29日 - 県庁が浦和に置かれ浦和県に改称。
- 1871年（明治4年）11月13日 - 第1次府県統合により埼玉県の管轄となる。
- 1879年（明治12年）3月17日 - 郡区町村編制法により成立した北足立郡に属す。郡役所は浦和宿に設置。
- 1885年（明治18年）9月22日 - 氷川社境内の森が一部解放され氷川公園（現、埼玉県立大宮公園）の開園式が挙行される[15][8][16]。
- 1889年（明治22年）4月1日 - 町村制施行に伴い、北足立郡大宮宿・土手宿村・上天沼村・下天沼村・高鼻村が合併して大宮町となる[8]。大宮町の大字高鼻となる。
- 1927年（昭和2年）4月16日 - 地内の高鼻町1-110に当たる場所に「大宮愛仕幼稚園」が開園する[17]。もとは1915年（大正4年） より「愛仕幼稚園」として現在の大門町に所在していた[18]。旧大宮市域では最も早く開園した幼稚園である。
- 1934年（昭和9年）4月1日 - 大宮球場（現、埼玉県営大宮公園野球場）が完成する。同年11月29日に全日本軍と米大リーグ選抜軍との野球試合が行われた[19]。
- 1940年（昭和15年）11月3日 - 大宮町が日進村、三橋村、大砂土村、宮原村と合併して大宮市が発足。大宮市の大字となる。

闇市の名残の氷川神社参道
（昭和30年代）

- 1945年（昭和20年）頃 - 大宮駅前の闇市が駅前中央通りと旧国道16号の間の氷川参道内に1年間限定で移転する[20]。しかし実際は40年以上も居住者が当地に留まり続けた（詳細は氷川神社#参道を参照）。
- 1949年（昭和24年）1月14日 - 大宮競輪場開設。
- 1955年（昭和30年）
  - 2月1日 - 大字高鼻の一部が分割されて天沼町1丁目・2丁目の一部となる[21][8]。
  - 7月1日 - 大字高鼻の一部が分割されて浅間町1丁目[22]、吉敷町1丁目〜4丁目[23]、下町1丁目〜3丁目の一部となる[22][8]。
  - 10月5日 - 大字高鼻の一部が分割されて東町1丁目〜2丁目[21]、堀の内町1丁目〜3丁目の一部となる[24][8]。
- 1956年（昭和31年）
  - 2月1日 - 区画整理の実施により大字高鼻、大宮、土手宿の各一部から高鼻町一丁目〜四丁目が成立[6]（高鼻・大宮の各一部から一丁目〜四丁目、土手宿の一部から四丁目の一部が成立）。また、大字高鼻の一部が分割されて寿能町1〜2丁目の一部となる[22][8]。
  - 7月10日 - 大字高鼻の残部が分割されて大門町3丁目[6]、宮町2丁目[6][8]、土手町1〜3丁目の一部となる[6]。これにより大字高鼻は消滅。
- 1961年（昭和36年）3月10日 - 地内の2-350の場所に「みどり第二幼稚園」（現、カトリックみどり幼稚園）が開園する[17]。
- 1971年（昭和46年）11月3日 - 地内に「埼玉県立博物館」（現、埼玉県立歴史と民俗の博物館）が開館する[15]。
- 1972年（昭和47年）8月1日 - 地内に「大宮市立図書館」（現、大宮図書館）が開館する[15]。
- 1980年（昭和55年）11月1日 - 地内に「大宮市立博物館」（現、さいたま市立博物館）が開館する。
- 1985年（昭和60年）- 氷川地区参道整備事業に着手、 町域南端にある氷川参道内の闇市由来の（上述）住居やバラック店舗の立ち退きが行なわれ、跡地に緑地が整備される[20][25]。
- 1989年（平成元年）7月 - 氷川参道の緑地が改修され、氷川参道平成ひろばが整備される[20][26][25]。
- 2001年（平成13年）5月1日 - 浦和市、大宮市、与野市の合併に伴い、さいたま市となり、同市の町名となる。
- 2003年（平成15年）4月1日 - 政令指定都市に移行し、さいたま市大宮区の町名となる。
- 2019年（令和元年）5月7日 - 地内の大宮図書館が大門町の大宮区役所と共に吉敷町の大宮区役所の新庁舎に移転する[27]。

### 地名の由来
大宮台地が見沼の低地に向かって鼻のように高く突出した場所であることから、高鼻町と呼ばれる。

## 世帯数と人口
2017年（平成29年）9月1日現在の世帯数と人口は以下の通りである。
| 丁目                 | 世帯数    | 人口    |
| -------------------- | --------- | ------- |
| 高鼻町一丁目         | 930世帯   | 1,941人 |
| 高鼻町二丁目         | 622世帯   | 1,354人 |
| 高鼻町三丁目・四丁目 | 292世帯   | 615人   |
| 計                   | 1,844世帯 | 3,910人 |

## 小・中学校の学区
市立小・中学校に通う場合、学区（校区）は以下の通りとなる。
| 丁目         | 番地      | 小学校                   | 中学校                   |
| ------------ | --------- | ------------------------ | ------------------------ |
| 高鼻町一丁目 | 1〜29番地 | さいたま市立大宮小学校   | さいたま市立大宮東中学校 |
| 高鼻町一丁目 | その他    | さいたま市立大宮北小学校 | さいたま市立大宮北中学校 |
| 高鼻町二丁目 | 全域      | さいたま市立大宮東小学校 | さいたま市立大宮北中学校 |
| 高鼻町三丁目 | 全域      | さいたま市立大宮小学校   | さいたま市立大宮北中学校 |
| 高鼻町四丁目 | 全域      | さいたま市立大宮東小学校 | さいたま市立大宮北中学校 |

## 交通

### 鉄道
北西端を東武野田線（東武アーバンパークライン）が通っているが駅はない。最寄り駅は大宮駅、北大宮駅、大宮公園駅のいずれかである。

### 道路
- 埼玉県道2号さいたま春日部線（旧国道16号）
- 埼玉県道35号川口上尾線（産業道路）
- 氷川参道 - 1629年（寛永5年）以前は中山道の一部であった[6]。
- 一の宮通り（オレンジロード）
- 裏参道通り

## 施設
- 氷川神社
- 埼玉県立大宮公園
  - 埼玉県営大宮公園球場
  - 大宮競輪場
  - さいたま市大宮公園サッカー場（NACK5スタジアム大宮）
- 埼玉県立歴史と民俗の博物館
- さいたま市立博物館
- 大宮高鼻郵便局
- 氷川の杜文化館
- さいたま市高鼻コミュニティセンター
- 大宮愛仕幼稚園
- カトリックみどり幼稚園
- 宝寿院
- 平成ひろば（氷川参道）